# Salins (Cantal)
Salins ist eine französische Gemeinde mit 144 Einwohnern (Stand: 1. Januar 2022) im Département Cantal in der Region Auvergne-Rhône-Alpes. Sie gehört zum Kanton Mauriac und zum Arrondissement Mauriac. 

## Lage
Salins liegt etwa 32 Kilometer nördlich von Aurillac.
Nachbargemeinden sind Le Vigean im Norden und Westen, Anglards-de-Salers im Osten, Saint-Bonnet-de-Salers im Südosten sowie Drugeac im Süden.

## Bevölkerungsentwicklung
| Jahr                       | 1962 | 1968 | 1975 | 1982 | 1990 | 1999 | 2006 | 2011 | 2016 |
| -------------------------- | ---- | ---- | ---- | ---- | ---- | ---- | ---- | ---- | ---- |
| Einwohner                  | 214  | 215  | 173  | 159  | 164  | 153  | 160  | 151  | 145  |
| Quellen: Cassini und INSEE |      |      |      |      |      |      |      |      |      |

## Sehenswürdigkeiten
- Kirche Saint-Pantaléon aus dem 12. Jahrhundert, seit 2010 Monument historique
- Schloss Mazerolles aus dem 16. Jahrhundert, seit 2002 Monument historique

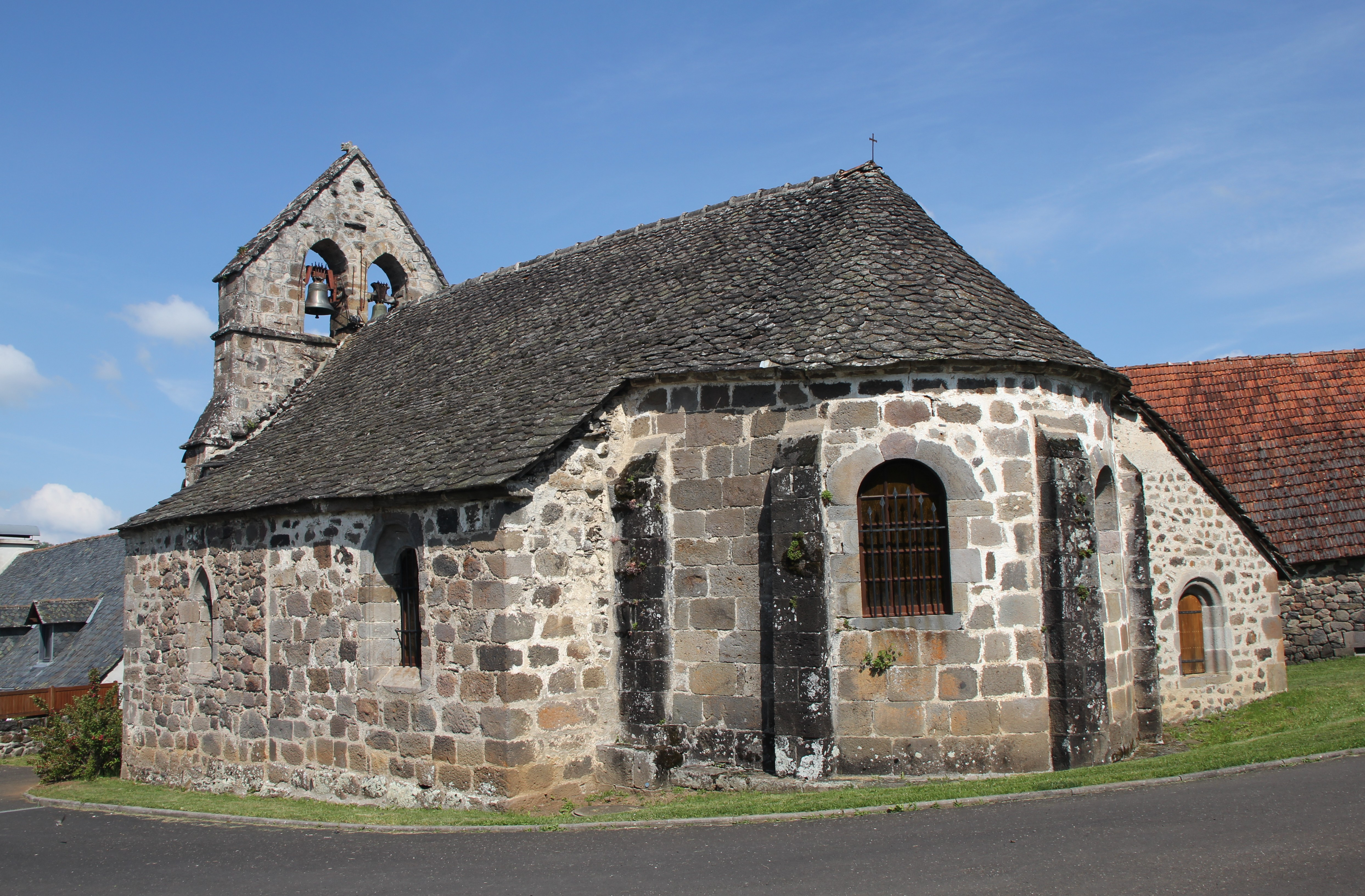
Kirche Saint-Pantaléon
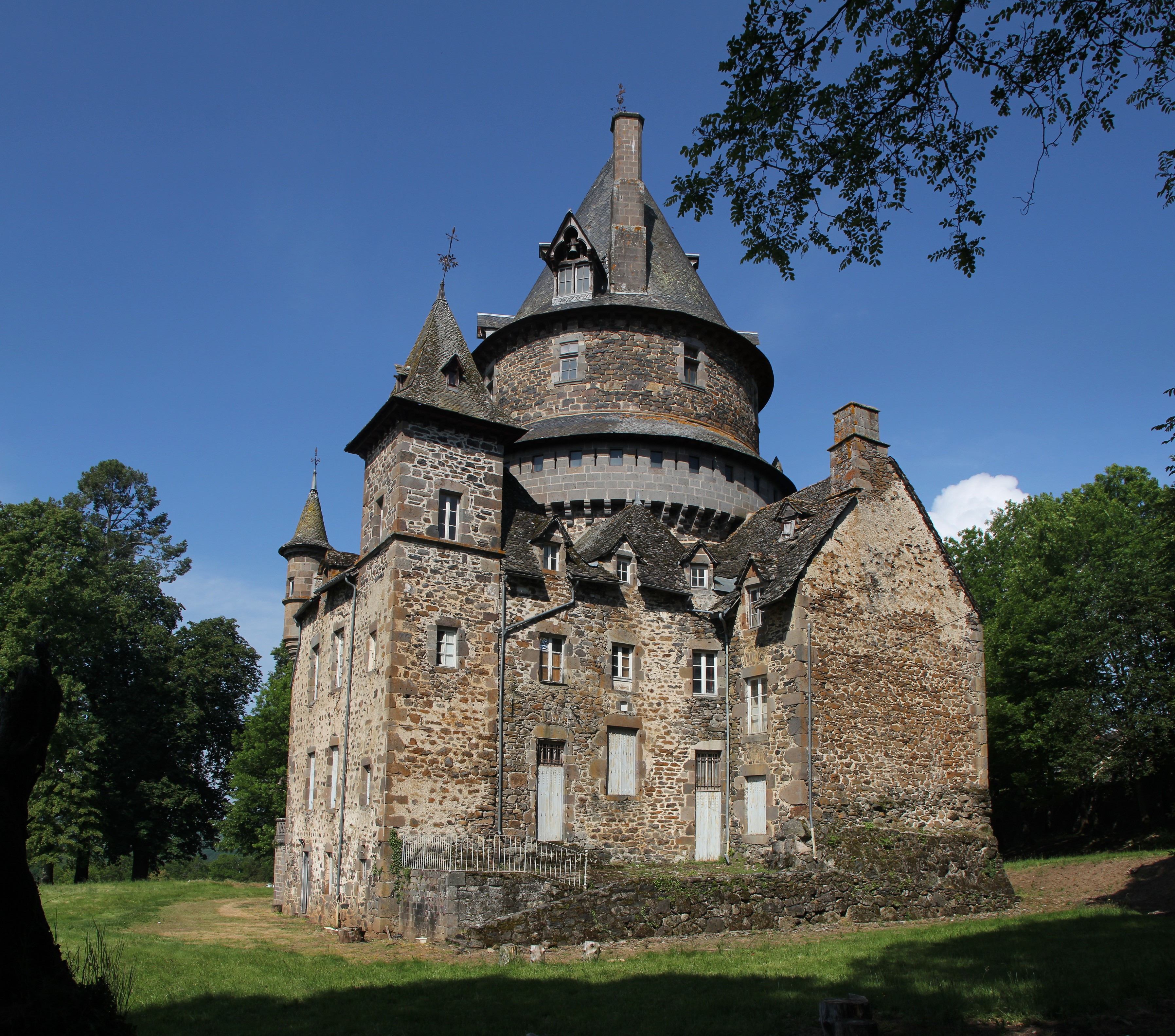
Schloss Mazerolles